# كلفن إدواردز
كلفن إدواردز (بالإنجليزية: Kelvin Edwards)‏ هو لاعب كرة قدم أمريكية أمريكي، ولد في 19 يوليو 1964 في برمنغهام في الولايات المتحدة.

## وصلات خارجية
- كلفن إدواردز على موقع مرجع كرة القدم المحترفة.كوم (الإنجليزية)